# Mieczysław Frącki
Mieczysław Eugeniusz Frącki (ur. 29 sierpnia 1937 w Ciechanowcu) – polski polityk, poseł na Sejm PRL IX kadencji, dr inżynier elektronik, działacz Stowarzyszenia Elektryków Polskich.

## Życiorys
Absolwent Zespołu Szkół Ogólnokształcących i Zawodowych im. Jarosława Iwaszkiewica w Ciechanowcu. W 1961 ukończył studia magisterskie na Wydziale Łączności Politechniki Warszawskiej i podjął pracę w jako technolog w Zakładach Ceramiki Radiowej. W późniejszym okresie uzyskał stopień doktora inżyniera. Od 1975 zajmował kierownicze stanowiska w różnych zakładach.
W 1970 wstąpił do Polskiej Zjednoczonej Partii Robotniczej. W latach 1985–1989 pełnił mandat posła na Sejm PRL IX kadencji z okręgu Warszawa Wola. Zasiadał w Komisji Nauki i Postępu Technicznego, Komisji Planu Gospodarczego, Budżetu i Finansów oraz w Komisji Nadzwyczajnej do kontroli wdrażania programu realizacyjnego drugiego etapu reformy gospodarczej.
Pełnił funkcję wiceprezesa Stowarzyszenia Elektryków Polskich, do którego wstąpił w 1965. Do 30 kwietnia 2003 był dyrektorem agendy Centralnego Ośrodka Szkolenia i Wydawnictw w Katowicach. Był także prezesem Oddziału Elektroniki, Informatyki, Telekomunikacji Stowarzyszenia Elektryków Polskich w Warszawie.